# Покотилюк, Максим Васильевич
Максим Васильевич Покотилюк (укр. Максим Васильович Покотилюк; род. 21 февраля 1988, Набережные Челны, Татарская АССР) — украинский футболист, полузащитник.

## Биография
Максим Покотилюк родился 21 февраля 1988 в городе Набережные Челны Татарской АССР, но вскоре вместе с семьёй переехал в украинский, Мариуполь, где делал первые футбольные шаги. В ДЮФЛУ за «Ильичёвец» сыграл 36 матчей, в которых забил 5 мячей. Затем продолжил карьеру в мариупольских клубах «Ильичевец-2» и «Портовик».
Выступал в Польше за клубы третьей лиги «Орлич» (Сухеднюв), «Скра» (Ченстохова) и «Сталь» (Красник) и в первой лиге «Полония» Бытом. С 2014 по 2016 год за краматорский «Авангард» сыграл 26 матчей в чемпионате и 2 матча в кубке Украины. Также провёл несколько игр за клуб немецкой Саксенлиги (шестой уровень лиг) «Гельб-Вайс-09» (нем. Gelb-Weiß Görlitz).
В 2016 году, накануне старта «Ингульца» в первой лиге, присоединился к команде. Также играл за фарм-клубы петровской команды «Ингулец-2» и «Ингулец-3». В конце декабря 2016 покинул команду.
В феврале 2017 находился на просмотре в латвийском клубе высшей лиги «Бабите», однако в марте подписал контракт с черновицкой «Буковиной». По завершении сезона по обоюдному согласию сторон прекратил сотрудничество с клубом и стал игроком ФК «Полтава». По завершении сезона 2017/18 получил вместе с командой серебряные награды первой лиги и право выступления в УПЛ.
Однако вскоре в связи с расформированием полтавского клуба вместе со всей командой получил статус свободного агента, а в июле 2018 стал игроком киевской команды: «Оболонь-Бровар», в составе которой в сезоне 2022/23 получил серебряные награды первой лиги Украины и право выступления в Украинской Премьер-лиге. Однако в летнее межсезонье после пяти лет сотрудничества покинул киевский клуб. В июле 2023 года подписал контракт с клубом из Сумщины «Виктория».

## Достижения
- Серебряный призёр Первой лиги Украины (2): 2017/18, 2022/23

## Факты
- В Первой лиге Украины провёл 191 матч (забил 11 голов), а в Первой лиге Польши сыграл 16 матчей.
- В кубке Украины провёл 14 матчей, а в кубке Польши сыграл 3 матча.